# خريطة ذهنية

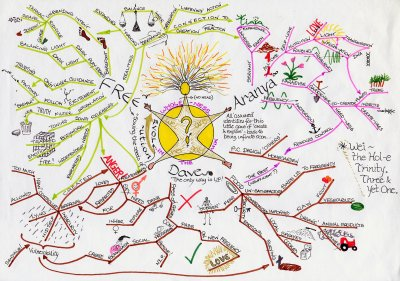
خريطة ذهنية بخط اليد

الخريطة الذهنية أو الخارطة العقلية (بالإنجليزية: mental map) وسيلة تعبيرية عن وجهة النظر الشخصية بشأن العالم الخاص بالأفكار والمخططات بدلا من الاقتصار على الكلمات فقط، حيث تستخدم الفروع والصور والألوان في التعبير عن الفكرة. تستخدم كطريقة من طرق استخدام الذاكرة وتعتمد على الذاكرة البصرية في رسم توضيحي سهل المراجعة والتذكر بقواعد وتعليمات ميسرة. ويدرس هذا الموضوع لتحديد الصفات الذاتية من الجمهور، مثل التفضيل الشخصي والاستخدامات العملية للجغرافيا مثل اتجاهات القيادة. ووسائل الإعلام الجماهيرية لها تأثير مباشر فعليًا على الخريطة الذهنية للشخص بشأن العالم الجغرافي. وفي كثير من الأحيان، ربما تتأثر الأبعاد الجغرافية المتصورة لدولة أجنبية (فيما يتعلق ببلد شخص ما) بشدة بمقدار الوقت والتغطية الإخبارية النسبية التي تقوم بها وسائل الإعلام التي تغطي الأحداث الإخبارية من تلك المنطقة الأجنبية. على سبيل المثال، قد يتصور شخص ما جزيرة صغيرة على أنها بحجم قارة تقريبًا، استنادًا فقط إلى مقدار التغطية الإخبارية التي يتعرض لها بصفة منتظمة.
في علم النفس، يشير المصطلح إلى المعلومات المحتفظ بها في ذهن الكائن الحي التي يمكن من خلالها التخطيط للأنشطة وتحديد المسارات عبر الأراضي التي تم السفر إليها سابقًا وما إلى ذلك. والاجتياز السريع للمتاهة المألوفة يتوقف على هذا النوع من الخريطة الذهنية إذا تمت إزالة الروائح أو غيرها من العلامات الموضوعة قبل إعادة السير في المتاهة.
وهي الطريقة الفعلية التي يستخدمها العقل البشري في التفكير: ربط الكلمات ومعانيها بصور، وربط المعاني المختلفة ببعضها البعض بالفروع. وهي كذلك تستخدم فصي الدماغ الأيمن والأيسر فترفع من كفاءة التعلم تعتمد الطريقة على رسم دائرة تمثل الفكرة أو الموضوع الرئيسي ثم ترسم منه فروعا للأفكار الرئيسية المتعلقة بهذا الموضوع وتكتب على كل فرع كلمة واحدة فقط للتعبير عنه. ويمكن وضع صور رمزية على كل فرع تمثل معناه، وكذلك استخدام الألوان المختلفة للفروع المختلفة. كل فرع من الفروع الرئيسية يمكن تفريعه إلى فروع ثانوية تمثل الأفكار الرئيسية أيضا لهذا الفرع. وبالمثل تكتب كلمة واحدة على كل فرع ثانوي تمثل معناه، كما يمكن استخدام الألوان والصور. يستمر التشعب في هذه الخريطة، مع كتابة كلمة وصفية واستخدام الألوان والصور، حتى تكون في النهاية شكلا أشبه بشجرة أو خريطة تعبر عن الفكرة بكل جوانبها.

## معلومات تاريخية
تعد الخرائط الذهنية نتاج مجال الجغرافيا السلوكية. وتُعتبر الخرائط الذهنية إحدى أولى الدراسات التي تداخلت فيها البيئات الجغرافية مع العمل البشري. وكانت المساهمة والدراسة الأبرز للخرائط الذهنية في كتابات كيفن لينش. ففي كتابه صورة المدينة (The Image of the City)، استخدم لينش رسومًا تخطيطية بسيطة للخرائط التي تم إنشاؤها من الذاكرة الخاصة بإحدى المناطق الحضرية لكشف خمسة عناصر متعلقة بالمدينة؛ العُقد والحواف والمقاطعات والممرات والمعالم. وقال لينش «في معظم الأحيان لا يدوم تصورنا عن المدينة، ولكنه يكون تصورًا جزئيًا ومجتزئًا ومختلطًا مع اهتمامات أخرى. ويكون كل إحساس حاضرًا، وتكون الصورة هي مركبًا من كل هذه الأحاسيس.» (Lynch, 1960, p 2.) ويعتمد إنشاء الخريطة الذهنية على الذاكرة خلافًا لكونها تُنسخ من خريطة أو صورة موجودة من قِبل. وفي كتاب صورة المدينة، يطلب لينش من أحد المشاركين إنشاء خريطة على النحو التالي: «قم بإنشائها كما لو كنت تقدم وصفًا سريعًا للمدينة لشخص غريب، بحيث تغطي جميع الجوانب الرئيسية. نحن لا نتوقع وصفًا دقيقًا - بل مجرد رسم تقريبي.» (Lynch 1960, p 141) في مجال الجغرافيا البشرية، أدت الخرائط الذهنية إلى التأكيد على العوامل الاجتماعية واستخدام أساليب اجتماعية مقابل الأساليب الكمية أو الوضعية. وكثيرًا ما أدت الخرائط الذهنية إلى الإيضاح بخصوص الظروف الاجتماعية لمساحة أو منطقة معينة. وقد قام هاكين وبورتوغالي (2003) بتطوير رؤية معلوماتية، وفيها
يقولان إن وجه المدينة هو معلوماتها 
. وقال بين جيانغ (2012) إن صورة المدينة (أو الخريطة الذهنية) تنشأ عن حجم القطع الأثرية والمواقع الخاصة بالمدينة. وتناول سبب إمكانية تشكيل صورة المدينة

واقترح أيضًا سبل احتساب صورة المدينة أو بالأحرى نوع الصورة الجماعية للمدينة، وذلك باستخدام المعلومات الجغرافية المتوفرة على نحو متزايد مثل موقع فليكر وتويتر.

## التطبيقات البحثية
لقد تم استخدام الخرائط الذهنية في مجموعة من البحوث المكانية. وقد أجريت العديد من الدراسات التي تركز على جودة بيئة ما من حيث المشاعر مثل الخوف والرغبة والإجهاد. واستخدمت دراسة أجراها سورين ماتي عام 2005 خرائط ذهنية للكشف عن دور الإعلام في تشكيل الحيز الحضاري في لوس أنجلوس. واستخدمت الدراسة نظم المعلومات الجغرافية (GIS) لمعالجة 215 خريطة ذهنية تم أخذها من سبعة أحياء من جميع أنحاء المدينة. وأظهرت النتائج أن تصورات الخوف لدى الناس في لوس أنجلوس لا ترتبط بارتفاع معدلات الجريمة، ولكنها بدلاً من ذلك ترتبط بتركيز بعض العرقيات في منطقة معينة. ولفتت الخرائط الذهنية المسجلة في الدراسة الانتباه إلى مناطق من العرقيات المركزة كأجزاء من الحيز الحضري لتجنبها أو الابتعاد عنها.